# Petr Přikryl
Petr Přikryl (* 17. Februar 1978 in Litoměřice, Tschechoslowakei) ist ein ehemaliger tschechischer Eishockeytorwart, der für verschiedene Klubs in der tschechischen Extraliga aktiv war. Seit 2016 ist er Torwart-Trainer beim HC Sparta Prag.

## Karriere
Petr Přikryl begann seine Karriere im Nachwuchs des HC Kladno, bevor er 1996 zum HC Sparta Prag wechselte, der für ihn zum Stammverein wurde. Ab der Spielzeit 1997/98 war er zweiter Torhüter der Hauptstädter und spielte für diese in der Extraliga und der European Hockey League. Allerdings kam er nie über die Rolle des Ersatztorhüters hinaus, so dass er oft an zweit- und drittklassige Teams ausgeliehen wurde. So kam er unter anderem beim HC Berounsti Medvedi und dem HC Slovan Ústí nad Labem zum Einsatz.
2000 und 2002 wurde er mit Sparta Tschechischer Meister, stand aber weiter im Schatten hinter Milan Hnilička beziehungsweise Petr Briza. Daher entschloss sich Přikryl 2003 zu einem Wechsel und schloss sich dem HC Dukla Trenčín aus der slowakischen Extraliga an. Mit Dukla wurde er 2004 Slowakischer Meister und brillierte in den Playoffs mit einem Gegentorschnitt von 1,42 und einer Fangquote von 94,4 %. Nach diesem Erfolg kehrte er nach Tschechien zurück und stand zunächst für den HC Znojemští Orli zwischen den Pfosten. Da er aber auch hier nur Ersatztorhüter war, wurde er an den HC Mladá Boleslav ausgeliehen. Am Ende der Saison kehrte er noch einmal nach Trenčín zurück, konnte aber den Vorjahreserfolg nicht wiederholen.
In der Spielzeit 2005/06 stand Přikryl zunächst beim HC Energie Karlovy Vary unter Vertrag, bevor er für 16 Spiele an den HC Mladá Boleslav ausgeliehen wurde. Zu Beginn der folgenden Saison gehörte er dem Kader des HC Sparta Prag als Ersatztorhüter an. Mitte der Spielzeit wurde er an den HC Slovan Ústečtí Lvi ausgeliehen und erreichte mit seinem neuen Klub die Meisterschaft der 1. Liga und den damit verbundenen Aufstieg in die Extraliga. In der Spielzeit 2007/08 war er Stammtorhüter der Elbestäder in der Extraliga, konnte aber den Abstieg seines Klubs nicht verhindern.
Im Sommer 2008 unterschrieb Přikryl einen Zweijahresvertrag beim MsHK Žilina, den er aber schon nach 13 Spielen auflöste, um zu seinem Stammverein Sparta Prag zurückzukehren. Kurz zuvor hatte Tomáš Duba Sparta verlassen, so dass Sparta einen neuen Stammtorhüter benötigte. Mit Sparta erreichte er das Playoff-Halbfinale der Spielzeit 2008/09. 2010 erhielt er einen Vertrag beim tschechischen Erstligisten HC Plzeň 1929 und wurde Ende Januar 2011 als dritter Torhüter an die Nürnberg Ice Tigers ausgeliehen. Anschließend kehrte er zum HC Plzeň zurück, wurde aber ausschließlich beim HC Stadion Litoměřice und IHC Písek in der zweiten Spielklasse eingesetzt.
Im Mai 2012 wechselte er fest zum HC Stadion Litoměřice und beendete seine Karriere dort im April 2015. Parallel zu seiner Position als Torhüter agierte Přikryl ab 2012 als General Manager des HC Stadion Litoměřice. Seit 2016 ist er Torwarttrainer beim HC Sparta Prag und war 2018 in gleicher Position bei der tschechischen Nationalmannschaft beschäftigt.

## Erfolge und Auszeichnungen
- Tschechischer Meister 2000 mit dem HC Sparta Prag
- Tschechischer Meister 2002 mit dem HC Sparta Prag
- Slowakischer Meister 2004 mit dem HC Dukla Trenčín
- Meister der 1. Liga 2007 mit dem HC Slovan Ústečtí Lvi